# ادینو نازاره فیلو
ادینو نازاره فیلو با نام کامل (به پرتغالی: Edino Nazareth Filho) مدافع اهل برزیل است که در شهر ریودو ژانیرو و در تاریخ ۵ ژوئن ۱۹۵۵ به دنیا آمده‌است.
ادینو نازاره فیلو در تیم‌های فوتبال فلومیننزه سابقهٔ حضور دارد.